# Alexandre Chemetoff
Pour les articles homonymes, voir Alexandre Chemetoff (homonymie).
 (décembre 2023).

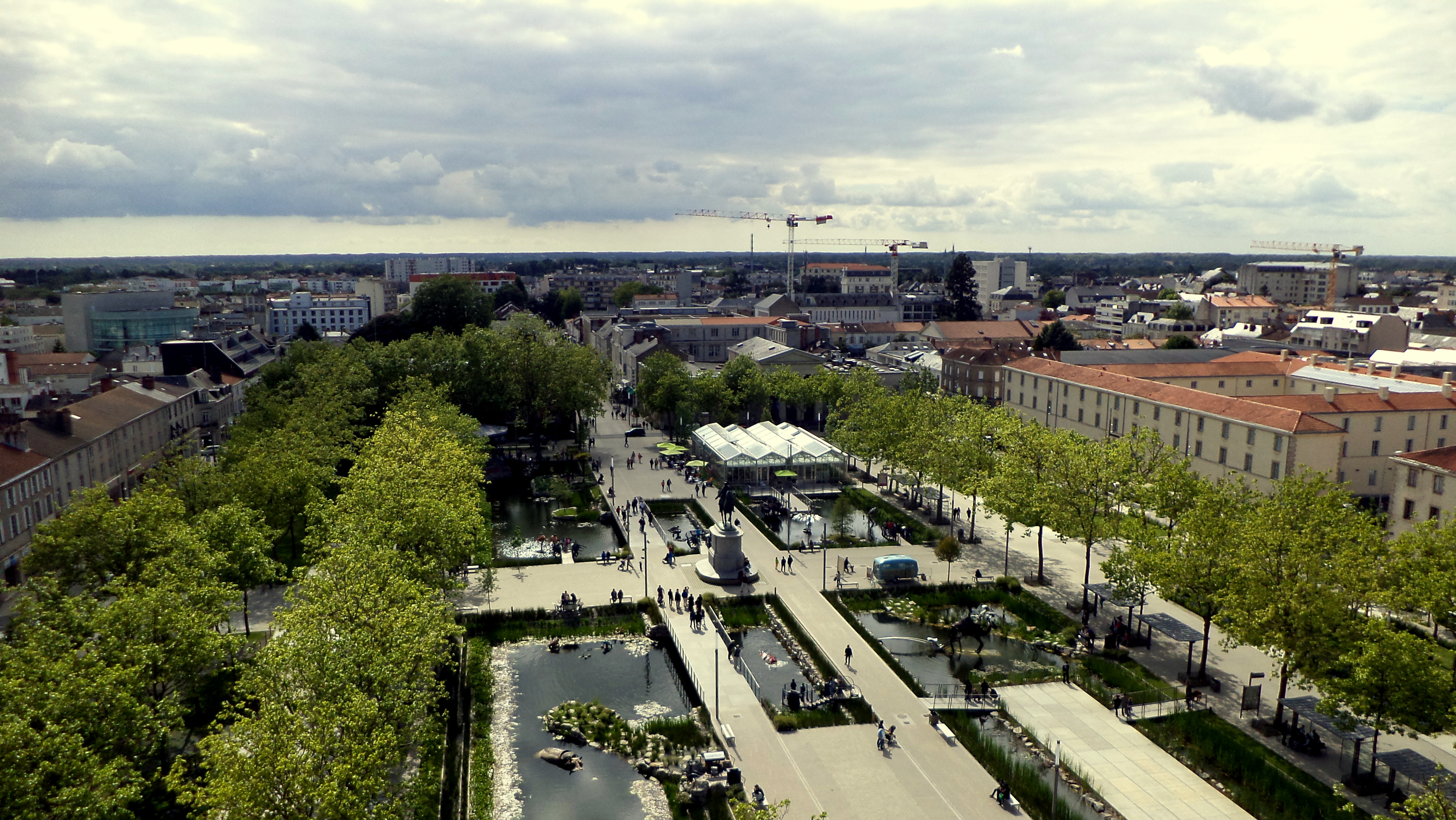
Place Napoléon de La Roche-sur-Yon réaménagée par Alexandre Chemetoff.

Alexandre Chemetoff (né à Paris le 2 février 1950) est un architecte, urbaniste et paysagiste français. Il est le fils de l'architecte Paul Chemetov et le petit-fils du dessinateur Alexandre Chem et de Philippe Soupault.

## Démarche
Il a choisi de pratiquer son activité d’architecte d’une manière ouverte et libre, en refusant les limites et les frontières entre les disciplines : un art polytechnique qui s’occuperait de tout en adoptant une attitude relative. Alexandre Chemetoff conçoit la pratique de son métier comme un engagement dans le monde. Le programme est une question posée, le site un lieu de ressources et le projet une façon de changer les règles du jeu.
En 1983, il fonde le Bureau des paysages, une structure constituée d’architectes, de paysagistes et d’urbanistes. Depuis 2008, une société dénommée Alexandre Chemetoff & associés dirige, coordonne et anime l’ensemble de l’activité des agences qui regroupent aujourd’hui une quarantaine de personnes réparties entre le Bureau des Paysages de Gentilly et les ateliers de Nantes et Nancy. Elle regroupe Alexandre Chemetoff et son associée Malika Hanaïzi (administratrice).

Catherine Pierdet (paysagiste) et Pierre Amiot (paysagiste) sont associés au sein des structures d’exercice que sont le Bureau Alexandre Chemetoff pour l’urbanisme et l’aménagement, l’Atelier Alexandre Chemetoff pour l’architecture.

## Projets
Alexandre Chemetoff et son équipe réalisent aujourd’hui des études et des opérations de maîtrise d’œuvre qui illustrent son approche pluridisciplinaire associant parfois dans une même réalisation architecture, construction, urbanisme, espaces publics et paysage dans un souci de compréhension globale des phénomènes de transformation du territoire : du détail à la grande échelle.
De nombreuses expériences témoignent de sa façon de poursuivre en différentes circonstances les mêmes objectifs urbains :
- des projets urbains comme la création du centre-ville de Boulogne-Billancourt (1996/2001) ou plus récemment la métamorphose de l’île de Nantes (2000/2010)[2],[3], celle du plateau de Haye à Nancy (2004/)[4], de la Plaine Achille à Saint-Étienne (2009/) mais aussi le réaménagement de la place Napoléon et des artères principales de La Roche-sur-Yon (2012/2014) ;
- des projets de bâtiments comme l’immeuble mixte des Deux Rives à Nancy (2002/2008) ou la construction d’un îlot d’habitation parisien à l’angle de la rue Bichat et de la rue du Temple (2009/), d’une cité-jardin, La Rivière, à Blanquefort (Gironde) (2006/) ;
- des projets d’équipements comme les bâtiments abritant une salle de danse, un conservatoire de musique et une bibliothèque à Vauhallan (2000/2002), la maison des sports à La Courneuve (2004/2006) ou le centre commercial du Champ-de-Mars à Angoulême (2003/2007) ;
- des projets de parcs et d’espaces publics comme l’aménagement des rives de Meurthe à Nancy (1989/) ou le parc Paul-Mistral à Grenoble (2004/2008) ;
- la réhabilitation de l'ancien site de la Coop dans le quartier du Port du Rhin à Strasbourg (2018/2020).

## Ouvrages
- Le Jardin des bambous au parc de la Villette, avec la photographe Elizabeth Lennard, Hazan, 1997
- Sur les quais : un point de vue parisien, corédigé avec Bernard Lemoine, Pavillon de l'Arsenal / Picard, 1998[5]
- L'Île de Nantes : le plan guide en projet, MeMo, 1999
- Je veux vous parler de Paris, directement et indirectement, Pavillon de l'Arsenal, Mini PA 16, 2008[6]
- Visites, avec Patrick Henry et al., Archibooks, Birkhäuser, 2009 (version anglaise)
- Le Plan-Guide (suites), Archibooks, 2009
- Patrimoine commun : leçon inaugurale de l'École de Chaillot, Cité de l’architecture et du patrimoine, Silvana Editoriale, 2010

## Expositions récentes
- 2009 : « Situations construites », Arc en rêve, centre d’architecture, Bordeaux[7]
- 2010 : « Droit de visite », Faubourg Forum, Genève

## Prix
- Grand prix de l'urbanisme en 2000[8]
- Grand prix national EcoQuartier en 2011 pour le projet du plateau de Haye, Nancy
- Prix national EcoQuartier : Renouvellement urbain, catégorie requalification urbaine en 2011 pour le projet Manufacture Plaine Achille, Saint-Étienne